# أزيد الأزيدوأزيد
1-Diazidocarbamoyl-5-azidotetrazole ، تعرف باسم أزيدوازيد أزيد،  هو مركب غير عضوي غير متجانس مع الصيغة C 2 N 14. إنها مادة متفجرة حساسة للغاية .

## الإنتاج
تم إنتاج 1-Diazidocarbamoyl-5-azidotetrazole عن طريق diazotizing triaminoguanidinium chloride مع نتريت الصوديوم في ماء فائق النقاء. يستخدم تخليق آخر تفاعل التبادل الكيميائي بين إيزوسيانوجين رباعي البروميد في الأسيتون وأزيد الصوديوم المائي.  يشكل هذا أولاً أيزوسيانوجين تيترازيد ، أيزومر «مفتوح» لـ C 2 N 14 ، والذي يخضع بسرعة في درجة حرارة الغرفة لتفاعل دائري لا رجوع فيه لتشكيل حلقة تترازول .

## ملكيات
جزيء C 2N 14 هو رباعي حلقية أحادي مع ثلاث مجموعات أزيد بوزن جزيئي 220.16 جم / مول 1 . له توازن جزيئي بين شكل مغلق ومفتوح ، isocyanogen tetraazide المعروف منذ عام 1961 ، ويتم تدوير الأخير بسرعة إلى شكل رباعي الترازول الدوري (C 2 N 14 ) في درجة حرارة الغرفة.
إنها واحدة من عائلة مركبات النيتروجين عالية الطاقة التي لا تحتوي فيها ذرات النيتروجين على روابط ثلاثية قوية. هذا التشكل أقل استقرارًا ، مما يجعل المركبات عرضة للتحلل المتفجر الذي يطلق غاز النيتروجين .
مادة متفجرة تترازول لديها درجة حرارة تحلل 124 درجة مئوية. إنه حساس للغاية ، مع حساسية تأثير أقل من 0.25 جول. يمكن أن يبدأ التحلل عن طريق الاتصال أو باستخدام شعاع الليزر. على الرغم من الادعاءات المبالغ فيها ،   C 2 N 14 ليس المركب الأكثر حساسية في العالم.